# Massive B
Massive B ist ein US-amerikanisches Independent-Label mit Sitz in New York City, das auf Dancehall-Musik spezialisiert ist.

## Geschichte
Massive B wurde 1990 von der US-amerikanischen Radiolegende Bobby Kondors, als Partnerlabel des New Yorker House-Labels Nu Groove Records gegründet und sollte sich speziell der zu dieser Zeit noch jungen Dancehall Musik zuwenden. Der Name stammt von dem, von Kondors, noch immer betriebenen gleichnamigen Soundsystem ab. Die erste Veröffentlichung auf dem Label war eine Kompilation mit dem Namen "New York Rude Boys", die, anders als der Titel vermuten ließ, ausschließlich Songs von jamaikanischen Künstlern enthielt. Das Album erschien 1990 und hatte noch keinen Labelcode. Die erste Veröffentlichung mit einer Nummer war die Single "Wake Up People / Get Down" von dem jamaikanischen Künstler Nick Jones Experience in Zusammenwirkung mit Kaleem Shabazz. Sie trug die Nummer MB-001. Massive B brachte bisher zum größten Teil Songs von jamaikanischen Musikern heraus. Ausnahmen bildet unter anderen der kanadische Rapper Snow oder der amerikanische Dancehallsänger Collie Buddz.

## Veröffentlichungen
Massive B veröffentlicht vornehmlich Singles und Alben. In unregelmäßigen Abständen erscheinen jedoch auch Kompilations.
Auf Massive B erschienen bisher viele Werke von namhaften Künstlern wie Anthony B. Anthony Cruz, Assassin, Beenie Man, Bling Dawg, Bounty Killer, Buccaneer, Burro Banton, Capleton, Chuck Fenda, Collie Buddz, Cutty Ranks, Danny English, Elephant Man, Frisco Kid, Funkmaster Flex, Jigsy King, Junior Reid, Kiprich, Morgan Heritage, Mr. Vegas, Ninjaman, Norrisman, Scare Dem Crew, Sizzla, Shabba Ranks, Shaggy, Shinehead, Snow, Spragga Benz, T.O.K., Vybz Kartel, Ward 21, Wayne Marshall oder Wayne Wonder.

## Massive B in der Kunst
Im Videospiel Grand Theft Auto IV gibt es einen fiktiven Radiosender mit dem Namen Massive B Soundsystem 96.9 der ausschließlich Dancehall spielt. Das Logo des Senders ähnelt dem des Labels. Die Rolle des DJs und Moderators übernahm der Begründer von Massive B Bobby Konders.